# Tia-Adana Belle
Tia-Adana Belle, född 15 juni 1996, är en friidrottare från Barbados. Hon deltog vid olympiska sommarspelen 2016 och olympiska sommarspelen 2020.